# Pinus glabra
Pinus glabra Walter – gatunek drzewa iglastego z rodziny sosnowatych (Pinaceae). Występuje w USA (Alabama, Floryda, Georgia, Luizjana, Missisipi, Karolina Południowa).

## Morfologia
PokrójKorona drzewa stożkowata do zaokrąglonej.
PieńOsiąga 30 m wysokości i 1 m średnicy. Kora dorosłych drzew szara i spękana na podłużne, nieregularne płaty.
LiścieIgły zebrane po 2 na krótkopędzie, ciemnozielone, delikatnie skręcone. Osiągają 4–8(10) cm długości i 0,7–1,2 mm średnicy.
SzyszkiSzyszki męskie cylindryczne, purpurowo-brązowe, o długości 10–15 mm. Szyszki nasienne prawie symetryczne, przed otwarciem podłużnie jajowate, po otwarciu jajowato-cylindryczne, długości 3,5–7 cm. Początkowo czerwono-brązowe, z czasem szare, osadzone na szypułkach o długości 0,1–1 cm. Nasiona brązowe, o długości ok. 6 mm, ze skrzydełkiem o długości ok. 12 mm.

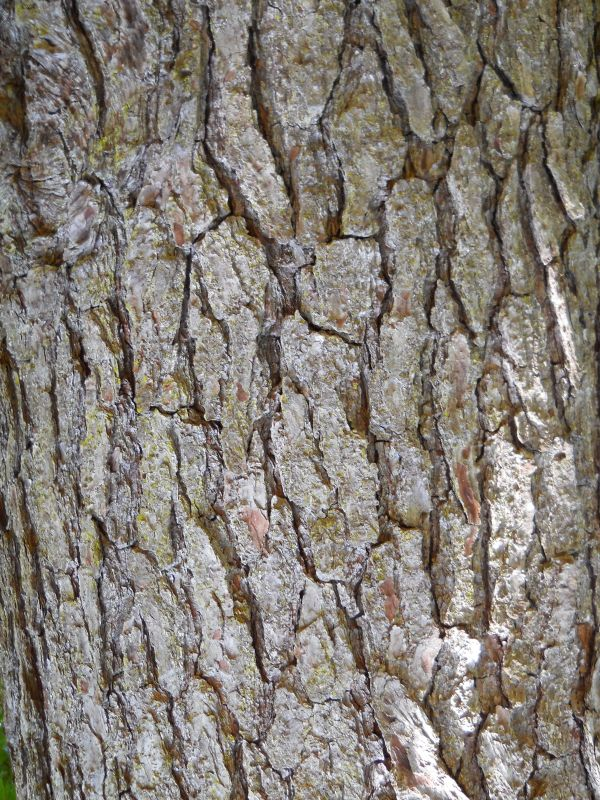
Kora
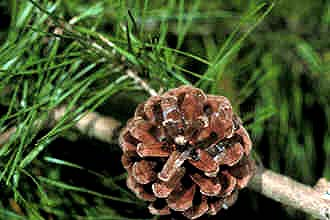
Szyszka i liście

## Biologia
Igły pozostają na drzewie przez 2–3 lata. Szyszki nasienne dojrzewają w ciągu 2 lat, uwalniają nasiona wkrótce potem.

## Systematyka i zmienność
Pozycja gatunku w obrębie rodzaju Pinus:
- podrodzaj Pinus
  - sekcja Trifoliae
    - podsekcja Australes
      - gatunek P. glabra

## Zagrożenia
Międzynarodowa organizacja IUCN umieściła ten gatunek w Czerwonej księdze gatunków zagrożonych, przyznając mu kategorię zagrożenia LR/lc (lower risk/least concern), uznając go za gatunek najmniejszej troski, o niskim ryzyku wymarcia. Po ponownej ocenie w 2011 r. klasyfikację tę utrzymano i opublikowano w roku 2013.